# Восс, Матиас
Матиас Восс (дат. Mathias Voss; род. 26 января 2002, Хернинг, Дания) — датский футболист, защитник клуба «ХБ».

## Клубная карьера
Матиас начинал карьеру в клубе «Хернинг Фремад», после которого выступал за юношеские команды более крупных команд «Мидтьюлланн» и «Вайле». В составе последних Матиас дебютировал во взрослом футболе: 10 сентября 2019 года в матче Кубка Дании против «Веннсюсселя» защитник вышел на поле с первых минут, заработал жёлтую карточку и был заменён Якобом Шупом на 60-й минуте. Это была единственная игра Матиаса в его первом сезоне на взрослом уровне и за «Вайле» в целом.
Зимой 2022 года защитник отправился на Фарерские острова и присоединился к местному клубу «07 Вестур». Его дебют за сёрвоавурцев состоялся 5 марта в матче первого тура фарерской премьер-лиги против «Викингура»: Матиас отыграл первый тайм и был заменён в перерыве на Доаньяля Лервиджа. Всего в сезоне-2022 защитник провёл 24 игры в рамках первенства архипелага. В сезоне-2023 Матиас забил первый гол в карьере: 14 мая он поразил ворота «ЭБ/Стреймур» в матче чемпионата Фарерских островов. В 23 сыгранных встречах турнира это был его единственный мяч.
В 2024 году Матиас перешёл из «07 Вестур» в «ХБ». 2 марта он выиграл первый трофей в стане «красно-чёрных», целиком отыграв встречу за Суперкубок Фарерских островов против «КИ». Также защитник принял активное участие в кампании Кубка Фарерских островов и 2 ноября сыграл в победном для «ХБ» финале с «Б36». В фарерской премьер-лиге Матиас провёл 22 матча сезона-2024, отметился 3 забитыми мячами и за отличную игру на правом фланге обороны был номинирован на звание Защитника года.

## Карьера в сборной
Матиас представлял Данию на юношеском уровне. 8 октября 2019 года он дебютировал за юношескую сборную Дании (до 18 лет) в товарищеском матче против сверстников из Швейцарии. Всего защитник провёл 3 встречи в этой возрастной категории. 8 октября 2020 года Матиас провёл свою единственную игру в составе юношеской сборной Дании (до 19 лет), отыграв 69 минут в товарищеском матче против юношеской сборной Польши и отметившись голевой передачей.

## Достижения
«ХБ Торсхавн»
- Обладатель Кубка Фарерских островов (1): 2024
- Обладатель Суперкубка Фарерских островов (1): 2024